# Rodowody Cywilizacji
Rodowody Cywilizacji, tzw. „seria ceramowska” – seria wydawnicza Państwowego Instytutu Wydawniczego ukazująca się nieprzerwanie od 1958, w ramach której publikowane są prace o tematyce historycznej, archeologicznej oraz z dziejów kultury, często o charakterze syntez. Seria powszechnie nazywana jest „ceramowską” od pierwszego wydanego w niej tytułu – popularyzującej archeologię książki C.W. Cerama Bogowie, groby i uczeni.

## Wybrane pozycje serii
W serii „Rodowody Cywilizacji” ukazało się ponad sto przekładów prac autorów zagranicznych, m.in.:
- Germán Arciniegas Burzliwe dzieje Morza Karaibskiego (1945),
- Arthur L. Basham, Indie: Od początków dziejów do podboju muzułmańskiego (1954),
- Ira Berlin Pokolenia w niewoli: Historia niewolnictwa w Ameryce Północnej (2003),
- Marc Bloch Społeczeństwo feudalne (1939),
- Fernand Braudel Kultura materialna, gospodarka i kapitalizm XV-XVIII wiek. T. 1-3 (1979)
  - Struktury codzienności,
  - Gry wymiany,
  - Czas świata,
- Jacob Bronowski Potęga wyobraźni (1974),
- Jacob Burckhardt Czasy Konstantyna Wielkiego (1853),
- Rachel Carson Morze wokół nas (1952),
- Max Cary, Howard Hayes Scullard Dzieje Rzymu (1935),
- George Gordon Coulton Panorama średniowiecznej Anglii (1938),
- Basil Davidson Stara Afryka na nowo odkryta (1959),
- Basil Davidson Czarna matka (1961),
- Gustav Faber Merowingowie i Karolingowie (1980),
- James George Frazer Złota gałąź (1890),
- Gilberto Freyre Panowie i niewolnicy (1933),
- Edward Gibbon Zmierzch Cesarstwa Rzymskiego (1776–1789),
- Robert Graves Mity greckie (1955),
- Nicolas Grimal Dzieje starożytnego Egiptu (1988),
- Pierre Grimal Miłość w starożytnym Rzymie (1979),
- N.G.L. Hammond Dzieje Grecji (1959),
- Paul Herrmann Siódma minęła,. ósma przemija (1952),
- Paul Herrmann Pokażcie mi testament Adama (1956),
- Johan Huizinga Jesień średniowiecza (1919),
- Robert Jungk Jaśniej niż tysiąc słońc: Losy badaczy atomu (1956),
- Karel Krejčí Praga: Legenda i rzeczywistość (1967),
- Claude Lévi-Strauss Smutek tropików (1955),
- Henri-Irénée Marrou Historia wychowania w starożytności (1948),
- Adam Mez Renesans islamu (1922),
- Pawieł Muratow Obrazy Włoch (1924),
- William H. Prescott Podbój Peru (1847),
- María Rostworowski Historia państwa Inków (1999),
- Steven Runciman Dzieje wypraw krzyżowych (1954),
- Steven Runciman Upadek Konstantynopola (1965),
- Boris Rybakow Pierwsze wieki historii Rusi (1964),
- Marcel Simon Cywilizacja wczesnego chrześcijaństwa (1972),
- George Macaulay Trevelyan Historia społeczna Anglii: od Chaucera do Wiktorii (1942),

a także polskich, m.in.:
- Mirosław Barwik Księga wychodzenia za dnia. Tajemnice egipskiej Księgi Umarłych (2009),
- Adam Burakowski, Aleksander Gubrynowicz, Paweł Ukielski 1989. Jesień narodów (2009),
- Jerzy Ciechanowicz Rzym – ludzie i budowle (1987),
- Jerzy Ciechanowicz Cień Minotaura (1996),
- Wojciech Iwańczak Magiczny rok 1497 (2024),
- Paweł Jasienica Słowiański rodowód (1961),
- Jerzy Kłoczowski Młodsza Europa (1998),
- Henryk Litwin Chwała Północy. Rzeczpospolita w polityce Stolicy Apostolskiej 1598-1648 (2018),
- Henryk Litwin Zjednoczenie narodów cnych: polskiego, litewskiego, ruskiego (2019),
- Justyna Olko Meksyk przed konkwistą (2010),
- Jerzy Strzelczyk Iroszkoci w kulturze średniowiecznej Europy (1987),
- Grażyna Szelągowska, Krystyna Szelągowska Historia Norwegii XIX i XX wieku (2019),
- Jan Szemiński, Mariusz Ziółkowski Mity, rytuały i polityka Inków (2014),
- Anna Świderkówna Hellada królów (1969),
- Anna Świderkówna Hellenika. Wizerunek epoki od Aleksandra do Augusta (1974),
- Ewa Wipszycka Kościół w świecie późnego antyku (1994),
- Benedykt Zientara Świt narodów europejskich (1985).